# Ampelocissus barbata
Ampelocissus barbata är en vinväxtart som först beskrevs av Nathaniel Wallich, och fick sitt nu gällande namn av Jules Émile Planchon. Ampelocissus barbata ingår i släktet Ampelocissus och familjen vinväxter. Inga underarter finns listade i Catalogue of Life.